# Кокс, Дин
Дин Артур Эдвард Кокс (англ. Dean Arthur Edward Cox; 12 августа 1987, Хейвардс-Хит, Англия) — английский футболист, полузащитник.

## Карьера
Дин Кокс родился в Хейвардс-Хит, Западный Сассекс. Он дебютировал за «Брайтон энд Хоув Альбион» в победном матче с «Плимут Аргайл» (2:0) 29 августа 2005 года. В сезоне 2005/06 года Кокс отправился в аренду в «Истборн Боро», дважды демонстрируя сыграв в Кубке Англии. Следующее появление Кокса в «Брайтоне» было в первый день сезона Лиги 2006/07, в победном матче с «Ротерем Юнайтед» (1:0), однако, в том же матче Кокс был удален, получив две желтые карточки. Кокс сыграл большую роль во время своего дебютного сезона в первой команде, сыграв в 43 матчах Лиги и забив шесть мячей.